# Cephalotes liepini
Cephalotes liepini é uma espécie de inseto do gênero Cephalotes, pertencente à família Formicidae.